# Vair
Vair este un râu francez din regiunea Grand Est, care curge în întregime în departamentul Vosges. Este un afluent drept, important al fluviului Meuse.

## Geografie

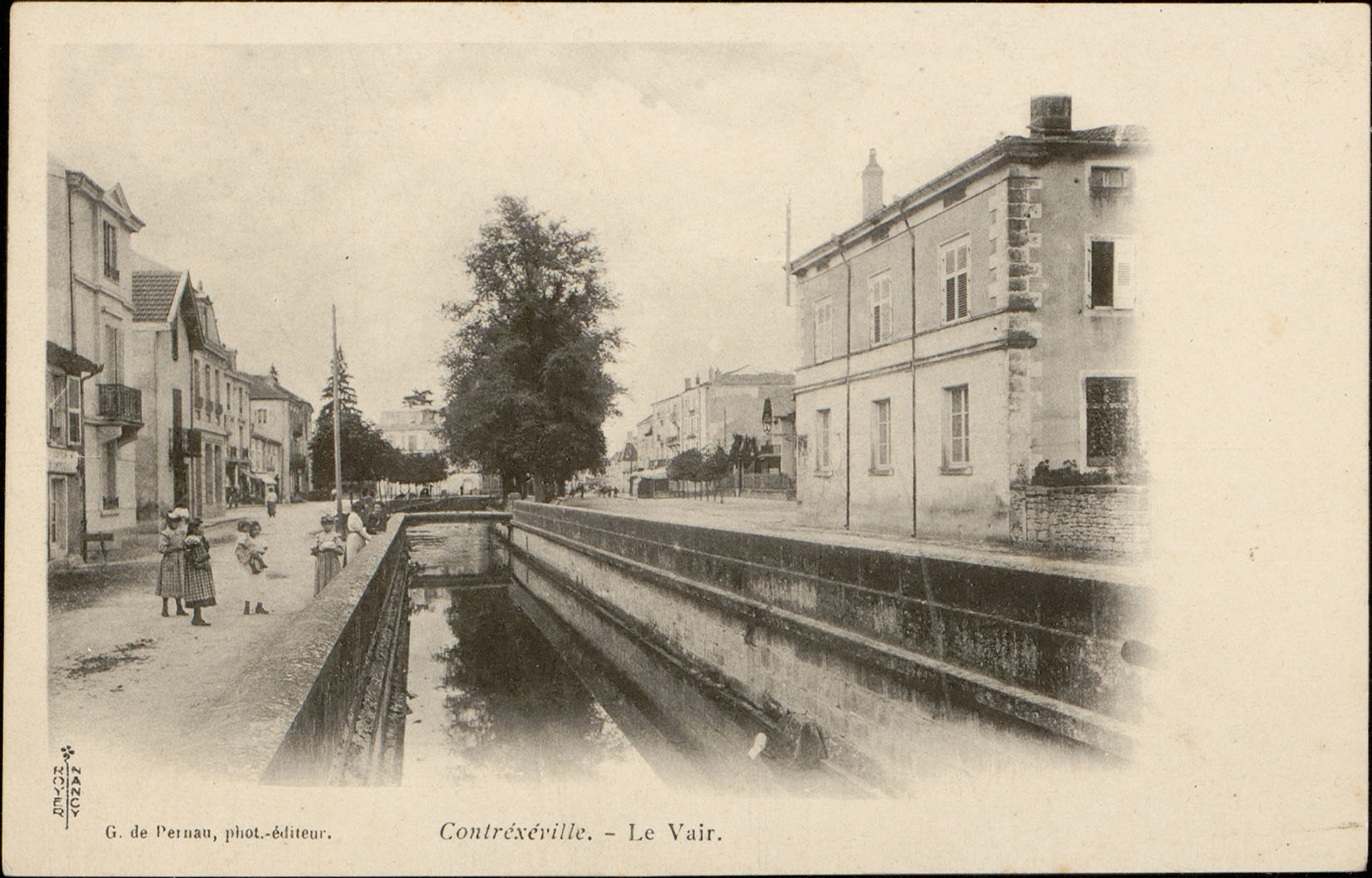
Vair la Contrexéville

Vair își are izvorul în Dombrot-le-Sec, la mică distanță de pasul Haut-de-Salin, aproape de Contrexéville, pe care îl traversează, apoi primește afluentul Petit Vair provenind din Vittel. După un parcurs de 65,3 kilometri, se varsă în Meuse, într-o comună la nord de Neufchâteau, la nord-vest de Maxey-sur-Meuse, aproape de Domrémy-la-Pucelle. Provenind din zona de altitudine a Lorenei, acoperită în mod regulat de zăpadă, Vairul contribuie semnificativ, în anumite perioade, la inundațiile râului Meuse.

### Comune traversate
Vair traversează sau mărginește de la amonte la aval următoarele douăzeci și trei de comune din Vosges: Dombrot-le-Sec, Contrexéville, Norroy, Mandres-sur-Vair, Saint-Remimont, Belmont-sur-Vair, Dombrot-sur-Vair, La Neuveville-sous-Châtenois, Houécourt, Châtenois, Viocourt, Balléville, Vouxey, Removille, Houéville, Attignéville, Barville, Harchéchamp, Autigny-la-Tour, Soulosse-sous-Saint-Élophe, Moncel-sur-Vair și Maxey-sur-Meuse.
La Dombrot-le-Sec, traversează parcul castelului Dombrot.

### Bazin hidrografic
Vair traversează șapte zone hidrografice. Acest bazin hidrografic este constituit în proporție de 65,54% din „teritorii agricole”, 29,60% din „păduri și medii semi-naturale” și 4,84% din „teritorii artificializate”.

## Afluenți
Vair are șaptesprezece afluenți înregistrați. Afluenții săi notabili sunt:
- Petit Vair, care traversează Vittel.
- Vraine, care traversează în special localitățile Domjulien și Gironcourt.
- Sermone, care se varsă la Vouxey.
- Frezelle, care vine din Rouvres-la-Chétive, iar confluența sa se află la Soulosse-sous-Saint-Élophe.

## Hidrologie

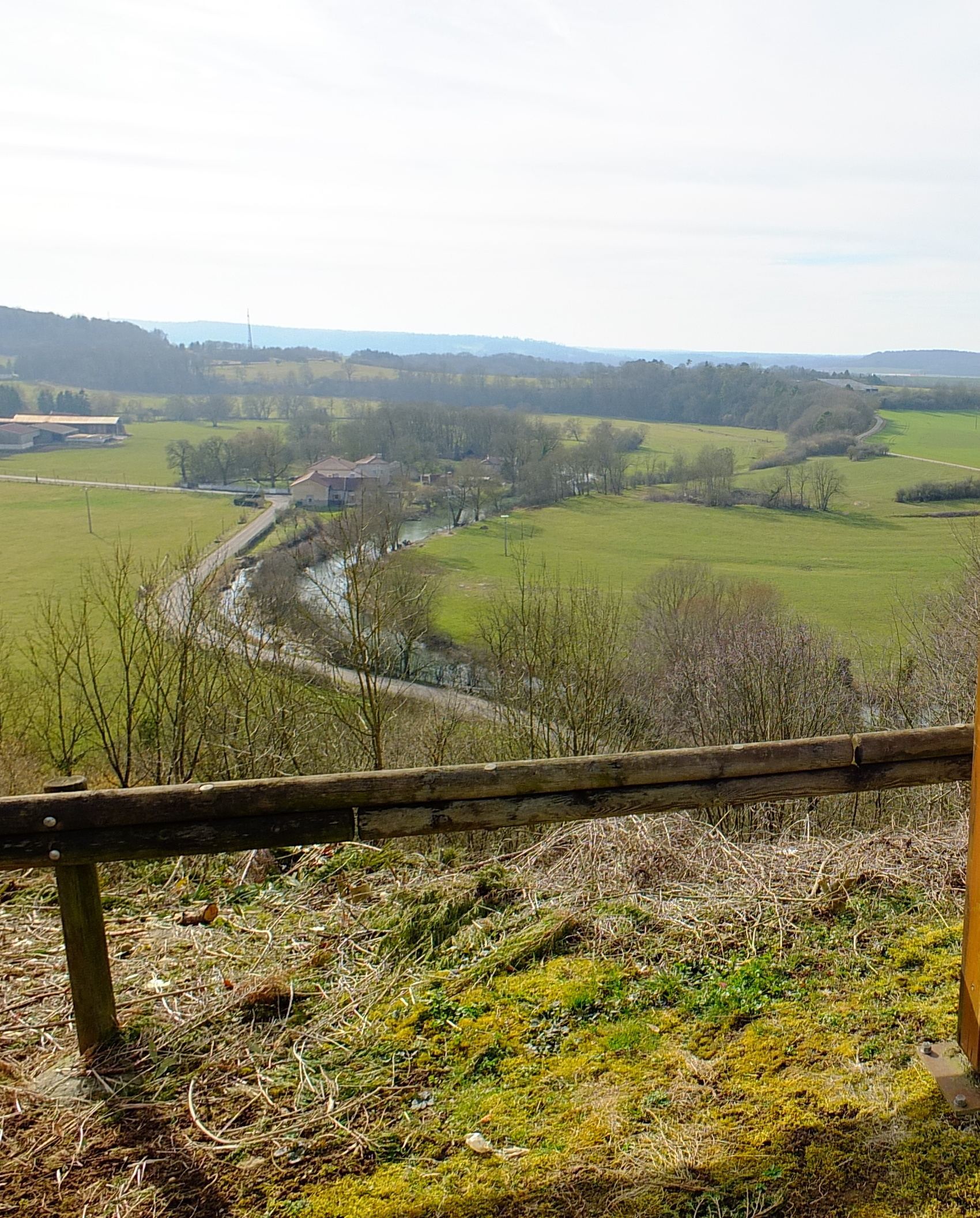
Vair văzut de la biserica Soulosse-sous-Saint-Élophe.

### Vair în Soulosse-sous-Saint-Élophe
Debitul râului Vair a fost observat pe o perioadă de 39 de ani (1969-2007), la Soulosse-sous-Saint-Élophe, o localitate din departamentul Vosges, situată la mică distanță de confluența sa cu râul Meuse. În acest loc, bazinul hidrografic al râului are o suprafață de 443 km² dintr-un total de 461 km², ceea ce reprezintă 97% din suprafața totală.
Debitul mediu anual de apă al râului la Soulosse-sous-Saint-Élophe este de 4,97 m³/s.
Vairul prezintă fluctuații sezoniere ale debitului destul de importante și tipice pentru estul Franței, cu viituri în timpul iernii și începutul primăverii, când debitul mediu lunar ajunge între 8,08 și 10,9 m³/s, din decembrie până în martie (maxim în februarie). În timpul verii, din iulie până în septembrie, apele scad, cu o reducere a debitului mediu lunar până la 0,908 m³/s în luna septembrie.

### Debitul minim
Debitul minim al Vair poate scădea până la 0,24 m³/s în caz de perioadă de secetă, ceea ce este foarte scăzut.

### Inundații
Pe de altă parte, inundațiile sunt adesea foarte importante. Astfel, debitul instantaneu maxim înregistrat a fost de 226 m³/s pe 30 decembrie 2001, în timp ce valoarea maximă zilnică a fost de 184 m³/s în aceeași zi, depășind toate prognozele. Cantitatea instantanee maximă pe 10 ani este de 130 m³/s, iar cantitatea instantanee maximă pe 20 de ani este de 150 m³/s. Cantitatea instantanee maximă pe 50 de ani este de 180 m³/s.

### Cantitatea de precipitații și debitul specific
Cantitatea de precipitații în bazinul Vairului este de 355 milimetri anual, ceea ce este destul de ridicat, fiind mai mare decât media națională a Franței (320 mm/an), dar normal pentru afluenții loreni ai râului Meuse. Debitul specific este de 11,2 litri pe secundă și pe kilometru pătrat de bazin.

## Meuse în aval de Vair
Deși puțin cunoscut, aceast râu contribuie destul de bine la creșterea treptată a volumului de apă al Meuse. La Domrémy-la-Pucelle, înainte de confluența cu Vair, debitul Meuse era de 13,3 m³/s. Contribuția celor 5 m³/s de la Vair ridică acest debit la 18,5 m³/s, iar Meuse poate fi astfel definit ca un curs de apă de importanță medie. Totuși, îi va mai trebui un drum lung înainte de a deveni un râu respectabil. Debitul său va crește la 21,2 m³/s la Vaucouleurs, 24,2 m³/s la Commercy, 30,5 m³/s la Saint-Mihiel, 40,1 m³/s la Verdun, 47,3 m³/s la Stenay, mai mult de 80 m³/s la Sedan, și 107 m³/s la ieșirea din Charleville-Mézières.

## Curiozități - Turism

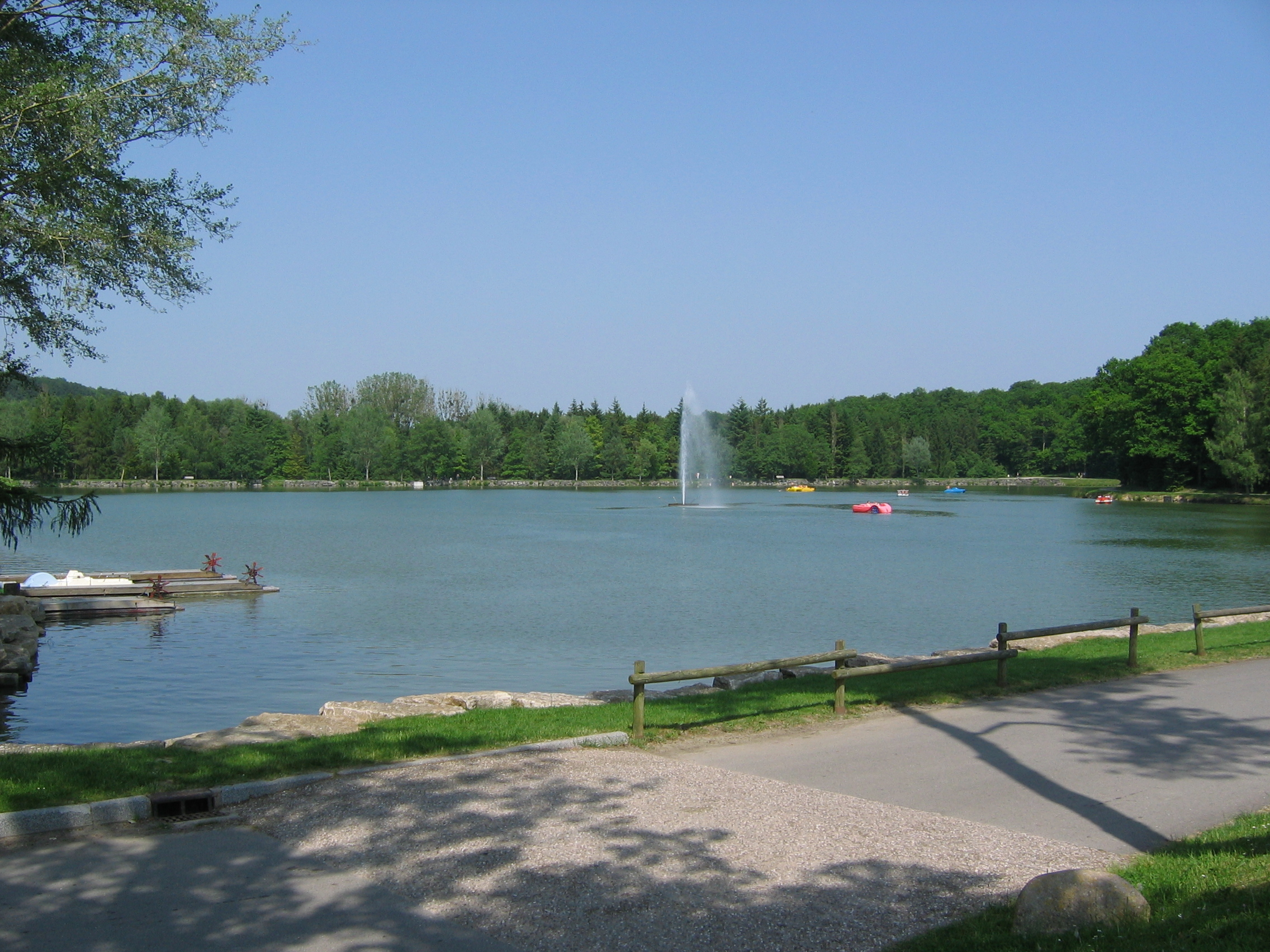
Contrexéville: Lacurile de la Folie.

Valea Vair și localitățile pe care le găzduiește, precum și împrejurimile sale imediate, oferă un număr mare de atracții variate, atât arhitecturale, cât și naturale și turistice, care sunt susceptibile de a interesa aproape toate categoriile de vizitatori.
- Dombrot-le-Sec: vestigii ale vechiului drum roman. Biserica fortificată Saint-Brice din secolele XIII, XVI și XVIII, cu statui antice deosebit de frumoase. Arc din fier forjat din secolul XVIII. Capiteluri din secolul XIII. Pasul Haut-de-Salin (403 m) marchează linia de separație a bazinelor hidrografice între Marea Mediterană și Marea Nordului. Panorama de Hautmont.
- Contrexéville este, asemenea vecinei sale Vittel, o importantă stațiune hidrotermală renumită. Biserica Saint-Epvre din secolul XII (turnul este clasat Monument Istoric), refăcută în secolul XVIII, are o serie de statui deosebit de frumoase din secolele XV, XVI și XVII. Complexul termal în stil Belle Époque. Galerie a izvoarelor. Fântâni cu mozaic și marmură cu design futurist. Lacurile de la Folie. Activități precum pescuit, sporturi nautice, echitație, sală polivalentă, camping etc.
- Norroy: Biserica de origine romanică, reconstruită în secolul XIX, cu statui frumoase din secolele XVI și XVII. Locul satului este foarte pittoresc. Malurile râului Vair și ale Petit Vair. Izvoare minerale. Pădurea de la Châtillon.
- Saint-Remimont
- Dombrot-sur-Vair: vestigii ale castelului medieval de la Bouzey (secolul XIII). Conac din secolul XVI. Posibilități de plimbări și pescuit.
- Châtenois a fost prima capitală a Lorenei (1048). Fosta fortăreață păstrează fragmente din zidurile sale. Din vechiul priorat fondat în 1069, au rămas mănăstirea și clădiri reconstruite în secolul XVIII. Orașul are trei cruci de piatră clasate Monument Istoric: prima este o cruce din secolul XV situată în cimitir, a doua este o cruce de drum din secolul XVI, iar ultima, datând din secolul XVIII, se află în centrul localității.
- Vouxey: Această mică localitate de 160 de locuitori are un patrimoniu arhitectural și natural bogat. Se pot găsi mori de apă, fântâni-lavoare, case vechi și un superb hotel din perioada Renașterii (fost presbiteriu). Biserica Saint-Martin, datând din secolele XIV și XV (Monument Istoric), are un turn din secolul XII, un ansamblu de statui de piatră, scaune, mobilier bogat, amvon și grilaj din fier forjat din secolul XVIII. Crucea din cimitir datând din secolul XVI (Monument Istoric). Crucea de la Imbrécourt (de asemenea, Monument Istoric). Izvor sulfuric. Pădure de foioase. Platoul Beauregard cu vedere asupra văii Vair. Confluența cu Sermone. Activități precum pescuit, vânătoare, plimbări etc.
- Autigny-la-Tour: castel din secolul al XVI-lea reconstruit în secolul al XVIII-lea, cu grădini, iazuri și anexe (Monument Istoric). Crucea numită „crucea Vernaie” și crucea de răscruce din secolul al XVI-lea, ambele Monumente Istorice.
- Soulosse-sous-Saint-Élophe corespunde uneia dintre cele patru mari așezări ale tribului galic Leuques. Sub stăpânirea romanilor, vechea Solimariaca, devenită curând Solicia, era un important stabiliment gallo-roman situat la intersecția drumului roman care mergea de la Lyon la Trèves prin Langres și Toul și altei căi care ducea spre Grand. Localitatea, aflată la opt kilometri de Neufchâteau, este astfel un sit arheologic important: vile, obiecte de uz cotidian, bijuterii, vase, steli, monede, morminte. Există un muzeu arheologic gallo-roman. Biserica Saint-Élophe din secolul al XV-lea (înscrisă Monument Istoric), cu turnul-clopotniță din secolul al XIII-lea. Figura culcată a lui Saint-Élophe, statui frumoase din secolele al XIV-lea și al XV-lea. La cimitir, capela cu scaunul lui Saint Élophe (înscrisă Monument Istoric). Capela Saint-Épéotte. Valea Vair (Site Inscris). Pescuit și plimbări.

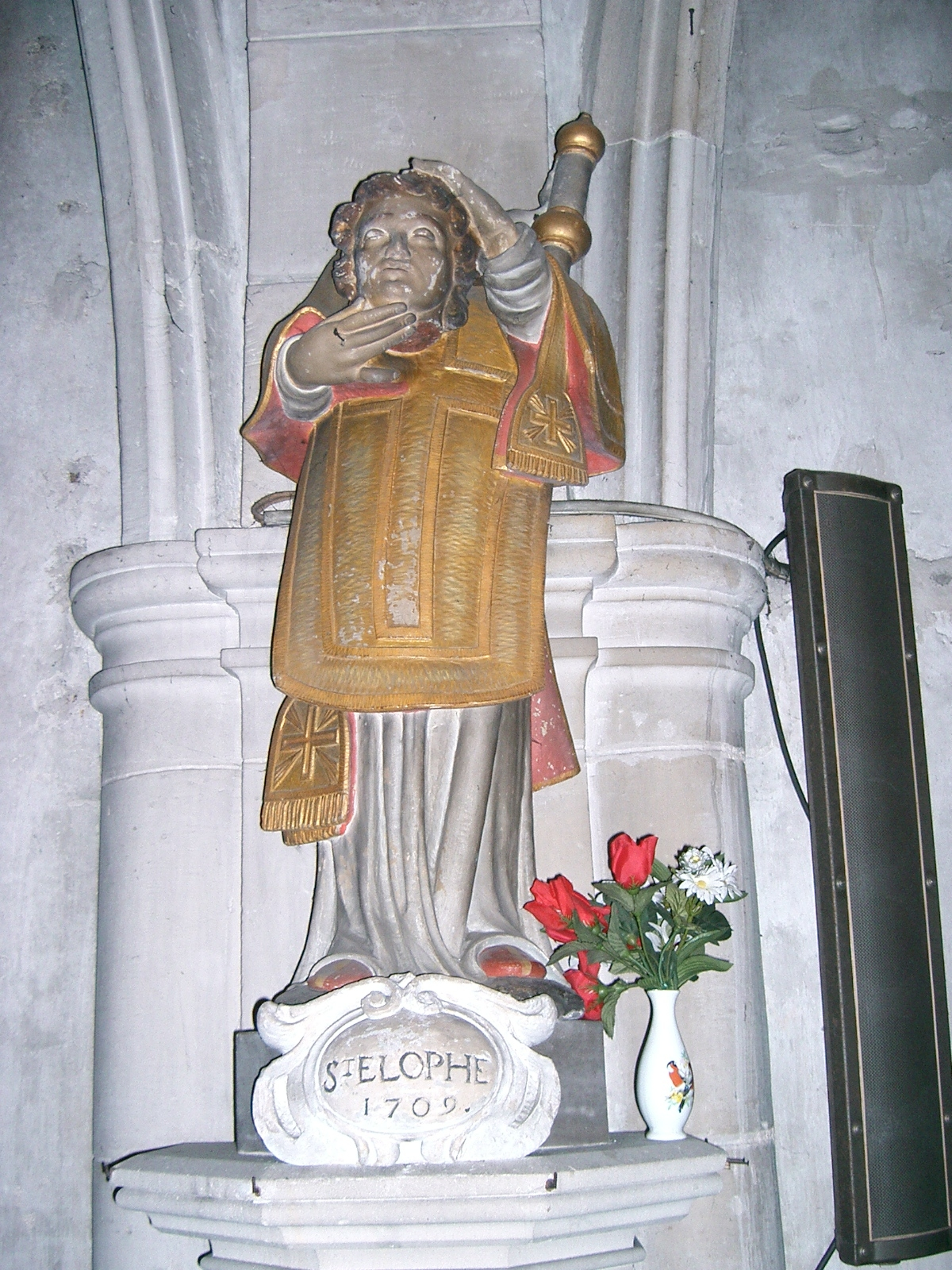
Sfântul Elof purtând capul tăiat - statuie situată în biserica Domrémy-la-Pucelle.

- Maxey-sur-Meuse: Pe lângă Meuse, micuța localitate este străbătută de Vair și de mai multe pârâuri (pârâul des Roises, pârâul du Vau și pârâul de Blanchonrupt). Biserica Adormirii Maicii Domnului adăpostește o statuie a lui Sfântul Ioan Botezătorul datând din 1570. Satul, situat într-o zonă înconjurată de coline împădurite, este foarte plăcut. Numeroasele cursuri de apă favorizează pescuitul.

În imediata apropiere a văii Vair se află, de asemenea, mai multe destinații turistice, unele dintre cele mai importante din Lorena:
- Vittel este o stațiune dintre cele mai elegante și un important centru turistic și sportiv. Orașul dispune de un patrimoniu arhitectural remarcabil, atât istoric, cât și recent, și oferă numeroase atracții. Printre acestea se numără, pe lângă cazinou și hotelurile sale elegante din secolele XIX și XX, mai multe monumente religioase deosebit de frumoase: Biserica Saint-Rémy sau a Grand-Ban din secolele XII, XV, XVI și XIX (monument istoric), Biserica Saint-Privat din Petit-Ban din secolul XVI (monument istoric), Capela Saint-Éloi din secolul XVI cu statui de piatră din secolul XVII și Capela Saint-Louis din 1913 cu statui din secolele XVII și XVIII. De asemenea, trebuie menționate hotelurile de mari dimensiuni și cazinoul din secolul XIX cu vitralii, parcul termal de 23 de hectare și Grădinile Orașului, inaugurate în 2003 și care găzduiesc plante de toate tipurile și stupi de albine. Orașul dispune de o stație de antrenament preolimpic, un aéroclub, un hipodrom unde au loc competiții ecvestre. Se pot practica golf, canotaj și pescuit. Petit Vair, care străbate orașul, este clasificat curs de apă de prima categorie[n 1] pe tot parcursul său, la fel ca și cursul Vair în amonte de confluența cu Petit Vair.
- Domrémy-la-Pucelle este un loc de pelerinaj dedicat Sfântei Ioana d'Arc. În biserica Saint-Rémy, de stil gotic din secolul al XV-lea, Ioana d'Arc a fost botezată. Basilica Bois-Chenu sau Basilica Sainte-Jeanne-d'Arc a fost construită în cinstea ei, între 1881 și 1926.
- Neufchâteau: construit pe vechiul drum roman numit „pretorian” Lyon-Trèves, la confluența Meuse și Mouzon. Centrul orașului a fost recent clasificat „secteur sauvegardé” (zonă protejată). Sit urban înscris. Primăria, datând de la sfârșitul secolului al XVI-lea. Case și hoteluri din secolele XVII și XVIII (Place Jeanne d'Arc) clasificate sau înscrise ca Monumente Istorice. Biserica Saint-Christophe din secolul XIII, Biserica Saint-Nicolas din secolele XII și XIII. Pescuit, echipamente sportive și multe altele.

## Pescuit - Fauna piscicolă prezentă
Vair este clasificat ca râu de prima categorie în amonte de Saint-Remimont, unde se află confluența cu Petit Vair. În râu se găsesc știuci, biban și ciprinide (crap, plătică). Același lucru se aplică și în Petit Vair și Vraine. Păstrăv se regăsește în Vair și Petit Vair în amonte de confluența lor.
Un aspect negativ, totuși: conform Consiliului Superior al Pescuitului, calitatea populațiilor piscicole ale Vair, observată în 1999, a fost considerată mediocră, puțin înainte de confluența cu Meuse. În contrast, Meuse are o calitate piscicolă considerată excelentă la nivelul acestui confluent.